# Жуваківка
Жувакі́вка — колишнє село в Балаклійському районі Харківської області. Село належало до Вишнівської сільської ради.

## Географія
Село знаходилося на лівому березі пересихаючої річки Жолобок, вище по течії за 2 км — Крючки, нижче по течії за 3 км — Бригадирівка, за 1,5 км — Вишнева.

## Історія
Село постраждало внаслідок геноциду українського народу, проведеного урядом СССР в 1932—1933 роках, кількість встановлених жертв у Бабариківці, Пазіївці, Слабунівці, Макарівці, Крючках, Теплянці Першій, Теплянці Другій, Жуваківці, Нуровому, Якимівці, Сухому Яру, Чорнобаївці — 479 людей.
Збереглися свідчення місцевого жителя Жувака Василя Германовича про Голодомор. Згідно з ними, від штучного голоду у селі померло 20 осіб. Зокрема:
- сім'я Володимира Жувака: пан Володимир Леонтович, його дружина та дочка;
- сім'я Петра Жувака: пан Петро Леонтович, його дружина і 5 дітей;
- сім'я Ілька Жувака: пан Ілько Леонтович, його дружина і 5 дітей;
- сім'я Федора Жувака: пан Федір, його дружина і 10-літня донька;
- Жувак Петро;
- Жувак Михайло Порфирович.

1977 року в Жуваківці проживало 19 людей. Час зникнення села невідомий.

## Також
- Перелік населених пунктів, що постраждали від Голодомору 1932-1933, Харківська область